# Armi del futuro
Armi del futuro (Future Weapons) è stato un programma televisivo statunitense andato in onda su Discovery Channel dal 2006 - 2008, dove il presentatore Richard Machowicz, ex Navy SEAL, cerca e prova armi che rivoluzioneranno il modo di combattere sul campo di battaglia nel futuro. Il programma è andato in onda anche su DMAX.

## Episodi

### Prima stagione
| Episodio | Titolo              | Giorno della messa in onda | Armi                                                                                   |
| -------- | ------------------- | -------------------------- | -------------------------------------------------------------------------------------- |
| 01       | "No Place to Hide"  | 19 aprile 2006             | FGM-148 Javelin, CornerShot, PzH 2000, JSF, POF Eye                                    |
| 02       | "Stealth"           | 26 aprile 2006             | M107 Long Range Sniper Rifle, Type 212 U-boat, RQ-1 Predator, Dominator                |
| 03       | "Maximum Impact"    | 3 maggio 2006              | Metal Storm, Thermobaric weapons, MLRS, NLOS Cannon                                    |
| 04       | "Future Shock"      | 10 maggio 2006             | EMP Weapons, LRAD, Advanced tactical laser, Tactical High Energy Laser, Airborne Laser |
| 05       | "Smart Weapons"     | 17 maggio 2006             | XM982 Excalibur, SWORDS, AH-64 Apache Longbow, Starstreak missile                      |
| 06       | "The Power of Fear" | 26 maggio 2006             | CBU-97 Sensor Fuzed Weapon, IMI Tavor TAR-21, Bioterrorism & Anthrax , MOAB            |

### Seconda stagione
| Episodio | Titolo                 | Giorno della messa in onda | Armi                                                                                 |
| -------- | ---------------------- | -------------------------- | ------------------------------------------------------------------------------------ |
| 07       | "Search and Destroy"   | 19 gennaio 2007            | SMAW , AS50 sniper rifle, MQ-8 Fire Scout, Vulcan EOD, Aardvark MK 4                 |
| 08       | "The Protectors"       | 22 gennaio 2007            | Dragon Skin, THAAD, "Boot Banger", M32 Multiple Grenade Launcher                     |
| 09       | "No Escape"            | 25 gennaio 2007            | MP7, F-22 Raptor, "Gate Crasher", ATACMS                                             |
| 10       | "Mission Invisible"    | 5 febbraio 2007            | B-2 Spirit (USA), .416 Barrett (USA), Krakatoa (UK), USS Texas (USA)                 |
| 11       | "Front Line"           | 12 febbraio 2007           | V-22 Osprey, XM307, Land Warrior, Stryker                                            |
| 12       | "First Strike"         | 19 febbraio 2007           | Expeditionary Fighting Vehicle, HK 416 rifle, Bangalore Blade, NLOS-LS               |
| 13       | "Predators"            | 26 febbraio 2007           | RQ-4 Global Hawk, GBU-39 SDB, Laser JDAM, Dragon Fire II, Mk 48                      |
| 14       | "Top Guns"             | 5 marzo 2007               | F/A-18E/F Super Hornet, Barrett M468, M777, USS Dwight D. Eisenhower                 |
| 15       | "Smart Destroyers"     | 12 marzo 2007              | Intelligent Munitions, ARCHER Artillery System, Mission Support System robot vehicle |
| 16       | "Close Quarter Combat" | 17 marzo 2007              | TDI Vector, Grizzly APC, Auto Assault-12 Shotgun                                     |
| 17       | "Immediate Action"     | 26 marzo 2007              | Dragon - incinerate anti-personnel mine in situ with fireworks-like torch            |
| 18       | "Future Combat"        | 2 aprile 2007              | Active Denial System, Crusher, US Army's Future Combat Systems                       |
| 19       | "Massive Attack"       | 9 aprile 2007              | AC130 Spooky, Electromagnetic Rail Gun, USS San Antonio, Cheytac 200                 |

### Terza stagione
| Episodio | Titolo             | Giorno della messa in onda | Armi |
| -------- | ------------------ | -------------------------- | --- |
| 20       | "Firepower"        | 15 novembre 2007           | Aquaram Tactical Disrupter (Canada), Land Warfare Resources Corporation M27 Infantry Automatic Rifle (USA), SAAB BOFORS RBS 70 Short-Range Missile System (Sweden), Knight's Armament M110 Sniper Rifle (USA) |
| 21       | Non-Lethal Special | 29 novembre 2007           | ALS 400 Series Stun Munitions, TASER X-26TM Electronic Control Device & XREPTM, Beretta LTLX7000 Kinetic Energy Weapon, QINETIQ X-NET Vehicle Arrest Device |
| 22       | Close Protection   | 6 dicembre 2007            | Optosecurity Liquid Threat Technology (Canada), BAE Systems 57mm Mk110 Naval Gun (Sweden), LWRC M6 A2 PSD (USA), Israel Military Industries Wave Remote Weapons Station (Israel) |
| 23       | Israel Special     | 13 dicembre 2007           | ELBIT Systems Viper Portable Combat Robot (Israel), Hydro-NOA Menny D4 Door Buster (Israel), Hydro-NOA Sharon Breaching Kit (Israel), Corner Shot 7.62 mm Assault Pistol Rifle (Israel), IMI Micro Tavor Assault Rifle (Israel), Rafael Simon 150 Rifle-Launched Grenade (Israel), Matador Shoulder-Launched Missile System (Singapore, license manufactured by RAFAEL) |
| 24       | GUNS               | 20 dicembre 2007           | ATK MK44 Bushmaster Automatic Cannon (USA), Dillon Aero M134D Gatling Gun (USA), Magpul Masada Assault Rifle (USA), Knight's Armament Personal Defense Weapon (USA) |
| 25       | Future Warrior     | 5 marzo 2008               | LWRC SABR 0.308 Sniper Rifle (USA), BAE Systems Commercial Armored Vehicle (UK), MULE Unmanned ground vehicle (USA), Elbit Systems Skylark UAV (Israel) |
| 26       | Hard Target        | 12 marzo 2008              | Armorflate Rubber Armor System (USA), MEI Mercury 40 mm grenade (USA), A-10C Thunderbolt II Ground Attack Aircraft (USA), Alexander Arms 6.5 mm Grendel Assault Rifle (USA) |
| 27       | Israel Special 2   | 19 marzo 2008              | Merkava IV Main Battle Tank (Israel), Iron Fist active protection system (Israel), SPYDER-SR Air Defense System (Israel), Delilah Cruise Missile (Israel) |
| 28       | Kill Zone          | 26 marzo 2008              | Little Bird UAV (USA), Intelligent Optical System Aimfinder, X-47B Unmanned Combat Aerial Vehicle (USA), Beowulf Assault Rifle (USA) |
| 29       | Alaska Special     | 24 aprile 2008             | Arctic Survival Training School, Stryker Mobile Gun System, M56E1 Smoke Generator, Arctic Warfare SuperMagnum Sniper Rifle |